# Договор постоянной ренты
Догово́р постоя́нной ре́нты — соглашение, в соответствии с которым получатель ренты передает принадлежащее ему имущество в собственность плательщика ренты, а тот в свою очередь обязуется в обмен на полученное имущество периодически выплачивать получателю ренты определённую денежную сумму, при этом срок действия договора не ограничен каким-либо периодом времени.

## Предмет и существенные условия договора
Предметом договора постоянной ренты может быть, как движимое, так и недвижимое имущество. Рентные платежи устанавливаются, как правило, в денежной форме, однако допускается выплата ренты путём предоставления вещей, выполнения работ или оказания услуг, соответствующих по стоимости денежной сумме ренты. Не исключается установление и смешанной формы ренты, сочетающей в себе выплату денег и предоставление содержания в натуре.
Существенными условиями договора являются размеры рентных платежей. Размер рентных платежей устанавливается по соглашению сторон, но не должен быть менее одной величины прожиточного минимума в расчёте на месяц — в этом случае он подлежит индексированию с учётом повышения этой величины. Срок выплаты рентных платежей устанавливается без ограничения каким-либо временным отрезком. Иначе говоря, рента выплачивается постоянно, с определённой периодичностью, как правило, если иное не предусмотрено договором, в конце каждого календарного квартала.

## Стороны договора
Получателем постоянной ренты может быть физическое лицо, а также некоммерческая организация в соответствии с её правоспособностью, то есть если это не противоречит закону и уставу (положению) этой организации. Плательщиком ренты, согласно общим правилам о договоре ренты, может быть любое сделкоспособное физическое или юридическое лицо.
Закон допускает передачу права требования постоянной ренты в порядке цессии либо правопреемства — по наследству или в результате реорганизации юридического лица, но только тем субъектам, которые могут выступать в качестве получателей ренты. Таким образом, передача права требования ренты невозможна, если имущество умершего гражданина оказывается выморочным, а правопреемником некоммерческой организации становится коммерческое юридическое лицо. Кроме того, данная возможность может быть поставлена договором под условие её обязательного дополнительного согласования с плательщиком ренты. Она также может быть запрещена законом или договором, однако такой запрет не должен лишать постоянную ренту бессрочного характера. Например, в отношении гражданина одновременный запрет передавать право требования ренты в порядке цессии и по наследству трансформирует постоянную ренту в пожизненную.
Законом предусмотрена возможность установления постоянной ренты в пользу третьего лица. При этом, представляется, что получатель ренты не может передать свои права по договору, заключённому в его пользу другим лицом, без согласия данного лица.
Обязанности плательщиков ренты также могут быть переданы другим лицам.

## Прекращение договора
Обязательство по выплате постоянной ренты может быть прекращено по соглашению сторон, а также по иным общим основаниям, за исключением исполнения, которое невозможно ввиду бессрочного характера данного обязательства. В частности, получатель ренты может отказаться от получения рентных выплат (прощение долга); при этом, если рента была установлена в его пользу другим лицом, то право получения ренты переходит к этому лицу.
Закон предусматривает специальные основания прекращения договора постоянной ренты:
- Переход права требования постоянной ренты к лицу, которое в силу закона не может выступать получателем ренты.
- Выкуп ренты.

### Выкуп ренты
Выкуп ренты — специальное основание прекращения договора постоянной ренты, инициатором которого может быть как плательщик, так и получатель ренты. Рентный должник вправе в любой момент отказаться от дальнейшей выплаты ренты путём её выкупа, то есть передачи рентному кредитору выкупной цены, заранее определенной в договоре. Если имущество под выплату ренты было отчуждено за плату и в договоре отсутствует условие о выкупной цене, то выкуп ренты осуществляется по цене, соответствующей годовой сумме ренты, подлежащей выплате. При этом в состав выкупной цены не включается стоимость имущества, переданного под выплату ренты, так как рентный кредитор произвел его отчуждение как продавец, получив при этом за него плату, эквивалентную продажной цене. Если же имущество под выплату ренты было отчуждено безвозмездно, то в выкупную цену включается стоимость этого имущества. Таким образом, условие о выкупной цене не относится законом к числу существенных.
Выкуп ренты не следует путать с прекращением договора по соглашению сторон. Во-первых, для прекращения договора по соглашению необходимо соответствующее волеизъявление обеих сторон. Выкуп ренты осуществляется по инициативе лишь одной из них. Во-вторых, соглашение о расторжении договора может предусматривать выплату получателю ренты компенсации. При определении её размера стороны не связаны какими-либо законодательными нормами. Выкупная цена, если она не определена в договоре постоянный ренты, определяется в порядке, который установлен законом.
О выкупе ренты её плательщик обязан заявить в письменной форме не позднее, чем за три месяца до приостановления рентных выплат, если только более длительный срок не установлен договором. И если договором не предусмотрен иной порядок выкупа, обязательство по выплате ренты будет считаться прекращённым только с момента получения всей суммы выкупа получателем ренты.
В некоторых случаях рентный должник обязан произвести выкуп ренты по требованию рентного кредитора. Все они связаны с нарушением плательщиком ренты своих обязательств, которое либо уже состоялось, либо может состояться в будущем при наступлении определённых условий. К таким случаям, в частности, относится:
1. Просрочка выплаты ренты более чем на один год (если иное не предусмотрено договором).
2. Нарушение обязательства по обеспечению выплаты ренты.
3. Признание плательщика ренты неплатежеспособным либо возникновение иных обстоятельств, очевидно свидетельствующих, что рента не будет выплачиваться им в размере и в сроки, которые установлены договором.
4. Поступление недвижимого имущества, переданного под выплату ренты, в общую собственность или раздел этого имущества между несколькими лицами.
5. Иные обстоятельства, предусмотренные договором.

Так как требование о выкупе ренты не является мерой гражданско-правовой ответственности, оно может быть заявлено получателем ренты независимо от того, виновен ли плательщик ренты в нарушении лежащих на нем обязательств.
Условие договора постоянной ренты об отказе плательщика ренты от права на её выкуп ничтожно. Закон допускает лишь одно ограничение права выкупа ренты, которое может быть предусмотрено в договоре. Оно заключается в том, что соответствующее право не может быть осуществлено при жизни получателя ренты либо в течение иного срока, не превышающего тридцати лет с момента заключения договора. Представляется, что договор с таким условием характеризуется повышенной алеаторностью.

## Риски
Правовые последствия случайной гибели или повреждения имущества, переданного под выплату ренты, зависят от того, было ли оно отчуждено безвозмездно или за плату. Если случайно гибнет или повреждается имущество, переданное бесплатно, то риск несёт рентный должник, то есть он обязан продолжить исполнение обязательства по выплате ренты. Если же случайно гибнет или повреждается возмездно переданное имущество, то плательщик ренты, как лицо, понесшее расходы по приобретению этого имущества в собственность, вправе требовать прекращения обязательства по выплате ренты либо изменения условий её выплаты.